# Championnats du monde de gymnastique acrobatique 1974
Navigation
Édition suivante
Les championnats du monde de gymnastique acrobatique 1974, première édition des championnats du monde de gymnastique acrobatique, ont eu lieu du 12 au 15 juin 1974 à Moscou, en Union soviétique.